# Thomas Benedikter
Thomas Benedikter (Bolzano, 19 giugno 1957) è un economista, saggista e ricercatore politico italiano, attivo nell’educazione civica, consulenza politica e pubblicistica.

## Biografia
Benedikter ha studiato economia politica e scienze politiche a Innsbruck, Monaco, Trento e Berlino. Accanto alla sua attività professionale nella ricerca empirica sociale ed economica nella sua regione nativa (Provincia di Bolzano) Benedikter dal 1983 è stato continuamente attivo in vari impegni politici, educativi e civili, partendo dal lavoro per la pace e il disarmo, la solidarietà Nord-Sud, i diritti umani e delle minoranze, i diritti dei lavoratori e per più democrazia e partecipazione politica dei cittadini. 
Dal 1984 Benedikter è stato co-fondatore e direttore di varie organizzazioni di impegno civile: fu membro del consiglio direttivo del sindacato studentesco ASUS-SH, e dell’Istituto di Promozione del lavoro IPL-AFI, fu direttore della sezione sudtirolese dell’ONG internazionale “Associazione per i Popoli Minacciat i” e della  Biblioteca Culture del Mondo di Bolzano, co-fondatore dell’ONG “Iniziativa per più democrazia”, vice-presidente di PRO NEPAL e cofondatore della Fondazione Ilse Waldthaler per il coraggio civile. Per più di due anni Benedikter partecipò a progetti di ricerca e di cooperazione umanitaria in America latina, nei Balcani (Kosovo, Bosnia-Erzegovina) e in Sudasia (Nepal, Kashmir, India nordorientale), impegni dai quali ricavò una serie di pubblicazioni su conflitti etnici, sulla protezione delle minoranze etniche e l’autonomia territoriale. Per l’Eurac Research di Bolzano Benedikter dal 2003 al 2009 lavorò per programmi di ricerca comparata sulle autonomie territoriali nel mondo. Dal 2013 è direttore responsabile del Centro studi Politis per l’educazione civica e ricerca politica, attivo come autore e traduttore freelance e assistente di ricerca presso la Libera Università di Bolzano.

## Opere
Le pubblicazioni di Thomas Benedikter sono uscite in 6 lingue. Fra quelle più conosciute si segnalano le seguenti: 

### Autonomia e conflitti etnici
- Il dramma del Kosovo, Datanews, Roma 1998. ISBN  88-7981-125-8
- Krieg im Himalaya – Die Hintergründe des Maoistenaufstandes in Nepal, LIT Berlino 2003. ISBN 3-8258-6895-8
- Il groviglio del Kashmir, Edizioni Fratelli Frilli, Genova 2005. ISBN 88-7563-049-6
- The World’s Working Regional Autonomies, ANTHEM London/New Delhi, 2007. ISBN 978-1-84331-730-2
- Moderne Autonomiesysteme der Welt, ATHESIA Bolzano, 2007. ISBN 978-88-8266-479-4
- Europe’s Ethnic Mosaic – A Short Guide to Minority Rights in Europe, EURAC Bolzano, 2008
- Solving Ethnic Conflict through Self-Government (Ed.), EURAC Bolzano, 2009
- 100 Years of Modern Territorial Autonomy - Autonomy around the World, LIT Berlino 2021, ISBN 978-3-643-91401-9 (pb)
- Language policy and the rights of linguistic minorities in India, LIT Berlino 2009, ISBN 978-3-643-10231-7
- 100 Jahre moderne Territorialautonomie - Autonomie weltweit. Hintergründe, Einschätzungen, Gespräche. LIT Berlino 2021. ISBN 978-3-643-25012-4 (br.)
- Autonomia nel mondo - 100 anni di esperienze con autonomia territoriale. POLITiS e-books, Appiano 2022

### Democrazia, partecipazione dei cittadini, bene comune
- Democrazia diretta – Più potere ai cittadini, SONDA Casale Monferrato, 2008. ISBN 978-88-7106-515-1
- Più democrazia per l’Europa. ARCA Edizioni, Lavis 2010. ISBN 978-88-88203-48-5
- Gaspedal und Bremse – Direkte Demokratie in Südtirol, ARCA-POLITiS, Lavis 2015. ISBN 978-88-88203-44-7
- Il bilancio partecipativo, Edizioni SI, Milano 2017. ISBN 978-8898-884728
- Più potere ai cittadini? Il fascino indiscreto della democrazia diretta, MIMESIS Milano, 2018. ISBN 978-88-5755-148-7
- Moneta intera – La creazione del denaro in mano pubblica, ARCA Lavis, 2018. ISBN 978-88-88203-70-6
- Democrazia diretta in Svizzera, Edizioni SI Milano, 2019. ISBN 978-8898-884-971
- Alla ricerca del bene comune. Le proposte politiche e sociali dell'Economia del Bene Comune, POLITiS e-book 1/2024

### Alto Adige
- Josef Noldin - “Ich will nicht Gnade, sondern Recht!”, Athesia, Bolzano 2000. ISBN 88-8266-086-9
- Armut verstehen, Armut entgegenwirken - Eine aktuelle sozialkundliche Darstellung, CARITAS Bolzano, 2006.
- Lavoro ed economia, società e sindacato in Alto Adige, AFI-IPL Bolzano, 2001
- Den Grundsätzen treu geblieben – Alfons Benedikters Wirken für Südtirol im Spiegel der Erinnerung (Hg.), Prokopp&Hechensteiner, San Paolo 2012. ISBN 978-88-6069-008-1
- Con più democrazia verso più autonomia - La riforma dell'autonomia - I cittadini partecipano, POLITiS-SBZ 2014, ISBN 978-88-88203-55-3
- Mehr Eigenständigkeit wagen – Südtirols Autonomie heute und morgen, ARCA-POLITiS 2016. ISBN 978-88-88203-42-3
- La nostra autonomia oggi e domani, ARCA-POLITiS, Lavis 2017. ISBN 978-88-88203-66-9
- I sudtirolesi – Introduzione poco riverente nel mondo dei sudtirolesi, arcaedizioni, Lavis 2017. ISBN 978-88-88203-67-6
- 100 Fragen zur Migration in Europa, Italien und Südtirol, RAETIA Bolzano, 2020. ISBN 978-88-7283-725-2
- (a cura di) Klimaland Südtirol? Regionale Wege zu konsequentem Klimaschutz, arcaedizioni, Lavis 2022. ISBN 978-88-88203-88-1
- Do geaht nou a bissl. Klimaschutz auf Südtirolerisch, arcaedizioni Lavis 2023. ISBN 978-88-88203-90-4
- (a cura di) Heimat oder Destination Südtirol? Tourismus in Maßen statt in Massen. arcaedizioni, Lavis 2024.ISBN 978-88-88203-95-9

| Controllo di autorità | VIAF (EN) 55024036 · ISNI (EN) 0000 0000 7996 7847 · SBN LO1V173403 · LCCN (EN) nb2002061720 · GND (DE) 133465659 |